# Kulturökologie
Kulturökologie ist ein Forschungsansatz an der Schnittstelle zwischen Kultur-, Sozial-, Geo- und Biowissenschaften. Er untersucht, inwieweit menschliche Kulturformen durch die Auseinandersetzung mit der natürlichen Umwelt geprägt werden und umgekehrt ihre natürliche Umwelt prägen.

## Gegenstand und Inhalte

### Definition
Laut dem Neuen Wörterbuch der Völkerkunde (1988) beschäftigt sich die Kulturökologie mit der Frage, „in wie weit menschliche Kultur- und Gesellschaftsformen durch die Art ihrer Auseinandersetzung mit ihrer (belebten und unbelebten) Umwelt geprägt werden und in wie weit die Kulturen und Gesellschaftsformen auf ihre Umwelt zurückwirken.“
Julian Haynes Steward (1902–1972) definierte den Begriff wie folgt: „Kulturökologie ist die Erforschung der Prozesse, durch die eine Gesellschaft sich ihrer Umwelt anpasst.“

### Biokulturelle Diversität
Ein zentrales Konzept der Kulturökologie ist biokulturelle Diversität. Dieser von der Linguistin und Anthropologin Luisa Maffi begründete Begriff umfasst die biologische und kulturelle Diversität (im Sinne der vielfältigen Ausprägungen und Eigenschaften menschlicher Kultur) mit ihren gegenseitigen Wechselwirkungen, wie beispielsweise indigenes Wissens und indigene Bräuche, die von Naturerfahrung geprägt sind, und umgekehrt, die Gestaltung der natürlichen Umwelt durch kulturelle Praxis.
Die Trennung der natürlichen Umwelt von der menschlichen Kultur wurde durch die Kulturökologie als ein zentrales Problem bei der Erhaltung von Naturgütern und biokulturellem Menschheitserbe identifiziert. Dieser Prozess wurde als „kulturelle Trennung“ beschrieben, die einen drastischen Rückgang der biologischen und kulturellen Diversität verursacht habe. Biokulturelle Diversität umfasst aber auch die Vielfalt der Kunst- und Kulturformen, die aus der Wechselwirkung zwischen Menschen und natürlicher Umwelt entstehen beziehungsweise dadurch geformt werden. Ein Beispiel dafür ist die Erforschung des Einflusses von Naturerfahrungen oder des ökologischen Wandels auf die Literatur der Moderne und vor allem der Postmoderne, der beispielsweise zur Entstehung des Genres Nature Writing geführt hat, dessen Entwicklung inzwischen seit 200 Jahren andauert.

### Cultural Ecology
Die Cultural Ecology ist eine spezifische Variante der Kulturökologie, die auf den amerikanischen Anthropologen Julian Steward zurückgeht. Dieser vertrat die Idee, dass kulturelle Entwicklung nicht einfach das Ergebnis von kultureller Interaktion ist, sondern auch von Interaktion mit der Umwelt. Steward argumentierte, dass Regelmäßigkeiten in der Kultur-Umweltbeziehung festgestellt werden können und als Faktoren für kulturellen Wandel sowie kulturelle Evolution zu betrachten sind.
Kooperation und Wettbewerb sind ebenso Prozesse wechselseitiger Einwirkung, sodass auch die gesellschaftliche Umwelt in Fragestellungen der Cultural Ecology berücksichtigt wird. Steward unterscheidet die Gesellschaften auch intern nach verschiedenen Arten soziokultureller Systeme und Einrichtungen. Er setzt voraus, dass die Anpassung an die Umwelt ebenso von der Technik, den Bedürfnissen, der Gesellschaftsstruktur sowie der Beschaffenheit der Umwelt abhängig ist.
Steward fragt sich, ob die Anpassung bestimmte Verhaltensweisen bedingt und ob sie inflexibel ist, also nur ein bestimmtes Kulturmuster (pattern) zulässt oder aber gewisser Raum für Abweichungen vorhanden ist.
Er orientiert sich bei seiner Analyse an drei Punkten, die er in dem Begriff Kulturkern (Cultural Core) zusammenfasst:
- Umweltbedingungen / Wirtschaftsquellen (Ressourcen, Flora, Fauna, Klima, Krankheiten, Erreger)
- Beschaffenheit der Kultur / Geräte und Wissen / potentielle Nutzbarkeit (ausbeutende und anpassende Technik, interne und externe gesellschaftliche Umgebung)
- Sozialorganisation, die aus der Interaktion der ersten beiden Komponenten hervorgeht / Formen der Arbeitsorganisation / reale Nutzbarkeit (Landnutzungsrechte, Bevölkerungsdichte, Dauerhaftigkeit und Zusammensetzung von Agglomerationen, kulturelle Wertvorstellungen)

Er kommt zu dem Ergebnis, dass die verschiedene Anwendung
- gleicher Technik in unabhängigen Kulturen,
- abhängig nach deren geographischen Umweltbedingungen zu einer
- unterschiedlichen Sozialorganisation führt. Steward gibt also die Vorstellung von der Umwelt als lediglich prohibitiv (verhindernd, abhaltend) bzw. permissiv (nachgiebig, durchlässig) auf und sieht in den kulturökologischen Anpassungsvorgängen schöpferische Prozesse.

Weitere von Steward geprägte Begriffe sind: Kulturkern, Kultur(areal)typ (culture [area] type), transkultureller Typ (cross-cultural type), Integrationsebene, Organisationsebene, Multilineare Evolution.
Steward wurde stark kritisiert, so zum Beispiel von dem Kulturmaterialisten Marvin Harris, der eher den techno-ökologischen, oder techno-ökonomischen Determinismus vertritt. Er argumentierte damit, dass gleiche Techniken selbstverständlich zu ähnlichen Ausprägungen in Arbeitsteilung, sozialen Strukturen und Wertsystemen führen (Kulturmaterialismus).